# Секвоя (рід)
Секво́я (Sequoia) — рід деревних рослин родини кипарисові, що включає єдиний сучасний вид — секвою вічнозелену (Sequoia sempervirens). Природний ареал роду — Тихоокеанське узбережжя Північної Америки. Окремі екземпляри секвої досягають висоти понад 110 м — це одні з найбільших дерев на Землі. Максимальний вік — понад 3 000 років (секвоя росте до шести тисяч років).

## Палеонтологія
Перші викопні рештки представників роду Sequoia відомі з юрського періоду з території Китаю. Це був вид Sequoia jeholensis. З кінця міоцену та початку пліоцену, викопні рештки секвої стають морфологічно ідентичними до сучасного виду — Sequoia sempervirens.